# Papuanella torima
Papuanella torima är en insektsart som beskrevs av Medler 2000. Papuanella torima ingår i släktet Papuanella och familjen Flatidae. Inga underarter finns listade i Catalogue of Life.